# Sano Katsuhiko
Katsuhiko Sano (sinh ngày 30 tháng 4 năm 1988) là một cầu thủ bóng đá người Nhật Bản.

## Sự nghiệp câu lạc bộ
Katsuhiko Sano đã từng chơi cho Shimizu S-Pulse.